# Pseudochromis kolythrus
Pseudochromis kolythrus is een straalvinnige vissensoort uit de familie van dwergzeebaarzen (Pseudochromidae). De wetenschappelijke naam van de soort is voor het eerst geldig gepubliceerd in 1993 door Gill & Winterbottom.